# Gerda Henning
Gerda Henning, född Heydorn, född den 2 mars 1891 på Frederiksberg, död den 26 juni 1951 i Köpenhamn, var en dansk textilkonstnär.

## Biografi
Henning var dotter till en dansk grosshandlare. Efter avslutad teckningslärarutbildning arbetade hon åren 1910–1917 på Den Kongelige Porcelænsfabrik som porslinsmålare. Här mötte hon den svenske skulptörer Gerhard Henning, som hon gifte sig med 1918.
Efter åren som porslinsmålare övergick Henning till silkesbroderi och utvecklade sin teknik till hög nivå. Hon fortsatte sedan denna utveckling till framställning av silkesvävnader inspirerade av europeisk folkkonst.
År 1922 grundade hon en egen ateljé där hon fortsatte utvecklingen av olika vävtekniker. När det 1928 öppnades en vävskola i anslutning till Kunstindustrimuseet i Köpehamn, kunde hon som ledare för denna åren 1927–1930 förmedla sitt kunnande till yngre elever.
Samtidigt med undervisningen utförde Henning andra arbetet tillsammans med möbelarkitekter som Kaare Klint och Mogens Koch, och 1929 och 1936 hade hon stora separatutställningar på Kunstindustrimuseet. Bland hennes mest kända arbeten är golvmattor och draperier till bröllopssalen i Köpenhamns rådhus. Hon är också känd för sina mattor och broderier, ofta utförda efter makens teckningar.